# Montée Lieutenant-Allouche
La montée Lieutenant-Allouche est une rue du quartier des pentes de la Croix-Rousse dans le 1er arrondissement de Lyon, en France.

## Situation et accès
C'est une rue en épingle à cheveux qui débute rue Ozanam et se termine rue du Bon-Pasteur.
La voie est à double sens de circulation avec un stationnement d'un seul côté.
Plusieurs escaliers sont disponibles pour faciliter l'accès des piétons. La rue Sainte-Clotilde se termine sur cette voie par des escaliers qui vont jusqu'à la rue de l'Alma. Des escaliers montent aussi vers la rue de l'Alma en direction de la rue Saint-François-d'Assise ; les escaliers de l'impasse du Mont-Sauvage permettent de faire la jonction entre la rue Bon-Pasteur et la montée Lieutenant-Allouche. Enfin des escaliers qui débutent au milieu de la montée vont jusqu'à la rue Ozanam.

## Origine du nom
Fernand Allouche (1924-1944) est un héros de la Résistance. 
En 1941, alors qu’il étudie au lycée La Martinière, il essaie de rejoindre les forces françaises libres. Il entre dans la Résistance au sein de l’Armée Secrète. Il rejoint ensuite le maquis du Vercors et intègre le 6e bataillon de chasseurs alpins. Il est arrêté le 19 août 1944 à Grenoble et exécuté.
Il est décoré, à titre posthume, de la Croix de guerre 1939-1945 avec palmes, de la médaille de la Résistance française, et élevé à la dignité de chevalier de l'ordre national de la Légion d'honneur.

## Histoire
Il y avait autrefois un vaste terrain dont le sommet était planté de vignes, aux pieds du rempart de la Croix-Rousse (l'actuel boulevard de la Croix-Rousse) qui portait le nom de plateau du Mont Sauvage. C'est là que Charles IX fait ériger une citadelle démolie 20 ans après sa construction en 1586.
C'est en 1821 que commence à se former le quartier entre le rempart et la rue du Bon-Pasteur. Auparavant, la rue s'appelait Montée du Mont-Sauvage. Lors de la guerre, Fernand Allouche habite au N°2 de cette voie. C'est pour cette raison que l'on donne à cette rue, le 26 novembre 1945, le nom de Lieutenant-Allouche ; attribution approuvée le 31 janvier 1946 par délibération municipale.
La première mosquée de Lyon se situe dans une salle minuscule prêtée par des soeurs catholiques, 11 montée Lieutenant-Allouche à l'imam Bel Hadj El Maafi, résistant, dans les années 1970,.